# Issanlas
Issanlas település Franciaországban, Ardèche megyében. Lakosainak száma 103 fő (2022. január 1.). Issanlas Coucouron, Lachapelle-Graillouse, Lanarce, Lavillatte, Mazan-l'Abbaye és Saint-Cirgues-en-Montagne községekkel határos.

## Népesség
A település népességének változása:
| Lakosok száma | 304  | 187  | 150  | 132  | 110  | 105  | 102  | 99   | 100  | 103  |
|               | 1968 | 1982 | 1990 | 2006 | 2013 | 2015 | 2017 | 2019 | 2020 | 2022 |